# Asagumo (1937)
Asagumo (japonsky 朝雲) byl torpédoborec japonského císařského námořnictva třídy Asašio. Byl dokončen v březnu 1938 jako sedmá jednotka desetičlenné třídy Asašio. Zúčastnil se druhé světové války v Tichomoří, během které se věnoval převážně eskortním a transportním povinnostem.
Počátkem války se věnoval krytí japonského postupu na Filipíny a do Holandské východní Indie. Během toho se v únoru 1942 zúčastnil bitvy v Jávském moři. Po opravách v Japonsku se zúčastnil bitvy u Midway a i poté se věnoval eskortním povinnostem, během kterých se zúčastnil i bitvy u východních Šalomounů. Zúčastnil se několika „krysích transportů“ na Guadalcanal a zasáhl rovněž do první i druhé námořní bitvy u Guadalcanalu v listopadu 1942. Poté pokračoval v eskortní službě a počátkem roku 1943 se zúčastnil evakuace Guadalcanalu. V březnu se stal jedním z mála přeživších v bitvě v Bismarckově moři. Následně se věnoval další službě v krysích dírách Šalomounových ostrovů a v červenci se zúčastnil evakuace Kisky, po které pokračoval ve službě na severu. Do jihozápadního Pacifiku se vrátil v lednu 1944 jako doprovod těžkých jednotek loďstva. V červnu 1944 během bitvy ve Filipínském moři doprovázel Ozawovy letadlové lodě. Během operace Šó-iči-gó byl v noci na 25. října v bitvě v průlivu Surigao torpédován torpédoborcem USS McDermut a následně doražen křižníky a torpédoborci.

## Popis
Asagumo byl objednán na základě „doplňovacího programu pomocných plavidel z roku 1934“. Jeho výzbroj tvořilo šest 127mm kanónů typu 3. roku ve třech dvouhlavňových věžích (jedné na přídi a dvou na zádi) a dva čtyřhlavňové 610mm torpédomety typu 92 modelu 2. Zásoba šestnácti torpéd typu 93 byla v pozdější fázi války redukována na osm kusů, aby se kompenzoval nárůst hmotnosti vlivem instalace dalších 25mm kanónů typu 96. Pravděpodobně během oprav v Jokosuce v listopadu a prosinci 1943 byla odstraněna zadní 127mm dělová věž číslo 2 a nahrazena dvěma tříhlavňovými 25mm komplety. Rovněž 25mm dvojčata na plošině vedle zadního komínu byla nahrazena za 25mm trojčata. Další dvou- nebo trojhlavňový komplet se nacházel na plošině před můstkem. Jako jeden ze čtyř torpédoborců třídy Asašio, které se dočkaly roku 1944 byl Asagumo pravděpodobně vybaven jedním metrovým přehledovým radarem 13 Gó pro sledování vzdušných cílů na zadním stožáru a jedním centimetrovým přehledovým radarem 22 Gó pro sledování vzdušných i hladinových cílů na předním stožáru.

## Služba
Na počátku druhé světové války byl přiřazen k 9. divizi torpédoborců.
V listopadu 1942 se stal vlajkovou lodí 4. eskadry torpédoborců.
Dne 25. srpna 1944 doprovázel Asagumo těžké jednotky Jižního svazu viceadmirála Nišimury do bitvy v průlivu Surigao. Během střetnutí Asagumo přišel o příď po zásahu torpédem z USS McDermut a následně byl rozstřílen skupinou amerických křižníků a torpédoborců u výjezdu z průlivu na pozici 10°4′ s. š., 125°21′ v. d.. 191 členů jeho posádky zahynulo a 39 přeživších, včetně velitele Šibajamy, bylo zachráněno Američany.
Dne 10. ledna 1945 byl Asagumo vyškrtnut ze seznamu lodí japonského císařského námořnictva.